# Diritto e Giustizia
Diritto e Giustizia (in polacco Prawo i Sprawiedliwość – PiS) è un partito politico polacco di estrema destra di ispirazione conservatrice clericale, nazionalista e illiberale.
Il PiS è stato fondato nel marzo del 2001 dai gemelli Lech e Jarosław Kaczyński, dall'unione di una parte dell'Azione Elettorale Solidarność con il partito Accordo di Centro. A livello europeo fa parte del Partito dei Conservatori e dei Riformisti Europei con a capo Giorgia Meloni. Mateusz Morawiecki, ex presidente del Consiglio dei ministri della Polonia, è esponenete di Diritto e Giustizia.
Dopo aver guadagnato il potere, PiS ha attirato critiche internazionali e numerose proteste interne, smantellando i controlli e gli equilibri liberaldemocratici. Molti politologi hanno catalogato il governo del partito come illiberale e autoritario.

## Storia

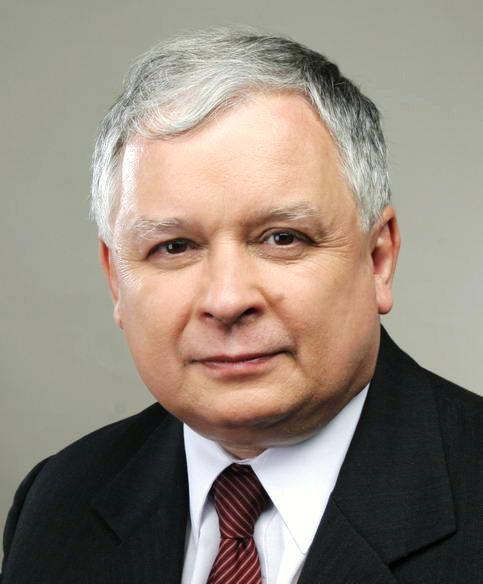
Lech Kaczyński, Presidente della Polonia dal 2005 al 2010

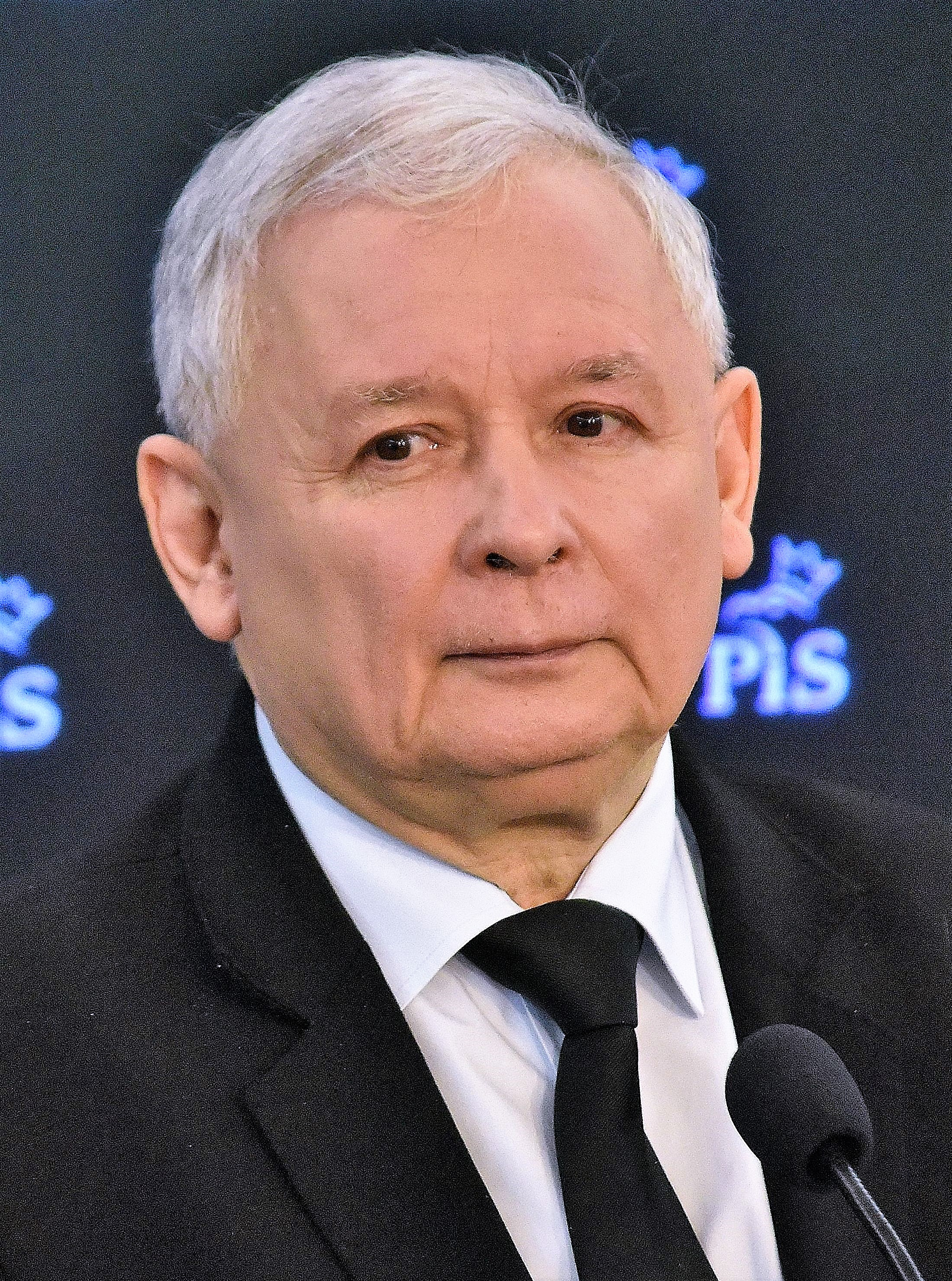
Jarosław Kaczyński, Primo ministro della Polonia dal 2005 al 2007

Diritto e Giustizia è stato fondato nel marzo del 2001 da Lech Kaczyński, già presidente della Corte Suprema di Controllo e già ministro della Giustizia, e dal suo gemello Jarosław Kaczyński, già capo della Cancelleria della Presidenza della Repubblica all'epoca di Lech Wałęsa. Il partito è formato dall'unione tra una parte dell'Azione Elettorale Solidarność e l'Accordo di Centro.
Alle elezioni parlamentari del 2001, il PiS ottenne il 9,5% dei voti e 44 su 460 deputati. Alle elezioni amministrative il partito si alleò formalmente con i liberalconservatori di Piattaforma Civica (Platforma Obywatelska, PO) anche se sostenne indirettamente alcuni candidati della Lega delle Famiglie Polacche, mentre il PO sostenne candidati dell'Unione Liberale e dell'Alleanza della Sinistra Democratica. Il PiS entrò a far parte di quattro governi regionali su sedici e Lech Kaczyński fu eletto sindaco di Varsavia.
Alle elezioni europee del 2004, il PiS aumentò i suoi consensi passando al 12,7% dei voti e ottenendo 7 seggi su 57. Il PiS, entrando per la prima volta al Parlamento europeo, decise di aderire al gruppo dell'Unione per l'Europa delle Nazioni, il gruppo politico europeo che raccoglie i partiti conservatori ed euroscettici. Alle elezioni parlamentari del 2005, il PiS, puntando su un programma decisamente conservatore, ha raddoppiato i consensi delle europee ed è giunto al 27% dei voti, divenendo il primo partito politico polacco e determinando la caduta del governo socialdemocratico.
Il PO ottenne anch'esso un buon risultato elettorale, tanto che sembrava scontato un governo composto dai due partiti, però la vittoria di Lech Kaczyński alle presidenziali del 2005, ai danni di Donald Tusk del PO, rese impossibile l'accordo e costrinse il PiS a dar vita ad un governo di minoranza, sostenuto esternamente dai due partiti di destra: la Lega delle Famiglie Polacche e l'Autodifesa della Repubblica Polacca. Il governo venne guidato dal fratello di Kaczyński, Jarosław. Il fatto suscitò vive polemiche, non tanto per l'inopportunità del fatto che due fratelli fossero contemporaneamente presidente della Polonia e primo ministro, ma perché i due fratelli durante la campagna elettorale avessero escluso il verificarsi di questa possibilità.
Alle elezioni parlamentari del 2007, anticipate per le divisioni nella maggioranza governativa, il PiS ottenne 166 seggi, 11 in più rispetto alle precedenti, ed il 32,1% con il 5,1% in più. Il risultato positivo dei conservatori, però, fu tutto a discapito degli alleati di Autodifesa della Repubblica Polacca e della Lega delle Famiglie Polacche, che crollarono rispettivamente all'1,5 ed all'1,3%, non superando così lo sbarramento del 4%. La maggioranza governativa uscente pertanto si ritrovò priva dei 100 seggi assicuratigli dai nazionalisti agrari e dai nazionalisti cattolici. Veri vincitori delle elezioni risultarono i liberali di PO, che con il 41% dei voti e 209 seggi divennero il primo partito e ottennero di poter guidare il paese, decidendo di allearsi con i centristi-agrari del Partito Popolare Polacco. Si creò così la coabitazione tra il presidente Lech Kaczyński conservatore ed il primo ministro Donald Tusk liberale.
Il 10 aprile 2010 avvenne l'incidente aereo presso la base aerea di Smolensk, dove perse la vita il presidente e futuro candidato Lech Kaczyński. Alle elezioni presidenziali del 2010 si presenta il fratello di Lech Kaczyński, Jarosław Kaczyński, che però perse al ballottaggio contro il liberale Bronisław Komorowski.
Alla fine del 2010 una piccola componente critica le posizioni troppo estremiste del partito e ne forma uno nuovo: La Polonia è la Più Importante. Alle elezioni parlamentari del 2011 il PiS è secondo a livello nazionale e si schiera all'opposizione del liberale Donald Tusk. Nel 2015 ritorna al governo vincendo sia le elezioni presidenziali del 2015, con Andrzej Duda, sia le elezioni parlamentari del 2015, dove conquista 235 seggi al Sejm e 61 seggi al Senato. Appartiene al PiS anche il primo ministro, l'antropologa Beata Szydło, sostituita nel 2017 da Mateusz Morawiecki.

## Ideologia e posizioni
Il PiS è un partito di destra nazional-conservatore, tradizionalista e illiberale.
È fortemente contrario alla legalizzazione dell’aborto, all'eutanasia, alle unioni civili e ai matrimoni omosessuali. Insegue valori cristiani e reazionari, sostenendo che gli omosessuali (oltre ai migranti) siano il "nemico numero uno", fino ad arrivare a portare alla formazione nel Paese di “zone anti-LGBT”.
Durante gli anni di governo ha inoltre ostacolato l’indipendenza della magistratura, la libertà di stampa e i diritti delle donne.
Ha inoltre sostenuto e fatto approvare dal Parlamento, nel 2018, la penalizzazione dell’uso di espressioni che attribuiscono alla Polonia la responsabilità per l'Olocausto o per i crimini nazisti, come "campi di sterminio polacchi", e nel 2021, norme che hanno posto limiti temporali alla rivendicazione dei beni confiscati ai sopravvissuti alla Shoah e i discendenti delle vittime. Per queste politiche la comunità ebraica ha accusato Diritto e Giustizia di perpetrare revisionismo storico ed Israele ha ritirato il proprio ambasciatore.
In campo economico, il PiS è favorevole ad uno Stato sociale forte e all'intervento statale in economia nei settori strategici.
In politica estera è atlantista ma moderatamente euroscettico, contrario al federalismo europeo, nonché scettico verso la Russia e fautore della cooperazione tra i Paesi del Gruppo di Visegrád, uniti da numerose istanze comuni a livello politico-economico. A livello europeo ha aderito in passato all'Alleanza per l'Europa delle Nazioni ed è stato uno dei fondatori dell'Alleanza dei Conservatori e dei Riformisti Europei.

## Presidenti
| N° | Immagine | Presidente                 | Mandato                          |
| -- | -------- | -------------------------- | -------------------------------- |
| 1  |          | Lech Kaczyński (1949–2010) | 13 giugno 2001 – 18 gennaio 2003 |
| 2  |          | Jarosław Kaczyński (1949)  | 18 gennaio 2003 – in carica      |

## Risultati elettorali
| Elezione          | Elezione | Voti      | %     | Seggi     | Posizione               |
| ----------------- | -------- | --------- | ----- | --------- | ----------------------- |
| Parlamentari 2001 | Sejm     | 1.236.787 | 9,50  | 44 / 460  | Opposizione             |
| Parlamentari 2005 | Sejm     | 3.185.714 | 26,99 | 155 / 460 | Maggioranza             |
| Parlamentari 2007 | Sejm     | 5.183.477 | 32,11 | 166 / 460 | Opposizione             |
| Parlamentari 2011 | Sejm     | 4.295.016 | 29,89 | 157 / 460 | Opposizione             |
| Parlamentari 2015 | Sejm     | 5.711.687 | 37,58 | 217 / 460 | Maggioranza             |
| Parlamentari 2019 | Sejm     | 8.051.935 | 43,59 | 199 / 460 | Maggioranza             |
| Parlamentari 2019 | Senato   | 8.110.193 | 44,56 | 48 / 100  | Maggioranza             |
| Parlamentari 2023 | Sejm     | In SP     | In SP | 194 / 460 | Maggioranza Opposizione |
| Parlamentari 2023 | Senato   | In SP     | In SP | 34 / 100  | Maggioranza Opposizione |

| Elezione           | Elezione | Candidato          | Voti       | %      | Esito                |
| ------------------ | -------- | ------------------ | ---------- | ------ | -------------------- |
| Presidenziali 2005 | I turno  | Lech Kaczyński     | 4.947.927  | 33,10  | ✔️ Eletta/o          |
| Presidenziali 2005 | II turno | Lech Kaczyński     | 8.257.468  | 54,04  | ✔️ Eletta/o          |
| Presidenziali 2010 | I turno  | Jarosław Kaczyński | 6.128.255  | 36,46  | ❌ Non eletta/o (2º) |
| Presidenziali 2010 | II turno | Jarosław Kaczyński | 7.919.134  | 46,99  | ❌ Non eletta/o (2º) |
| Presidenziali 2015 | I turno  | Andrzej Duda       | 5.179.092  | 34,76  | ✔️ Eletta/o          |
| Presidenziali 2015 | II turno | Andrzej Duda       | 8.630.627  | 51,55  | ✔️ Eletta/o          |
| Presidenziali 2020 | I turno  | Andrzej Duda       | 8.450.513  | 43,50  | ✔️ Eletta/o          |
| Presidenziali 2020 | II turno | Andrzej Duda       | 10.440.648 | 51,03  | ✔️ Eletta/o          |
| Presidenziali 2025 | I turno  | Karol Nawrocki     | 5.790.804  | 29,54% | ✔️ Eletta/o          |
| Presidenziali 2025 | II turno | Karol Nawrocki     | 10.606.877 | 50,89% | ✔️ Eletta/o          |

| Elezione     | Elezione     | Voti      | %     | Seggi   |
| ------------ | ------------ | --------- | ----- | ------- |
| Europee 2004 | Europee 2004 | 771.858   | 12,67 | 7 / 54  |
| Europee 2009 | Europee 2009 | 2.017.607 | 27,40 | 15 / 50 |
| Europee 2014 | Europee 2014 | 2.246.870 | 31,78 | 17 / 51 |
| Europee 2019 | Europee 2019 | 6.192.780 | 45,38 | 23 / 51 |